# Escarmain
Escarmain [ekaʁmɛ̃] est une commune française située dans le département du Nord, en région Hauts-de-France. Ce village est traversé par le ruisseau Saint-Georges.

## Géographie

### Communes limitrophes
| Saint-Martin-sur-Écaillon | Bermerain | Capelle     |
| Vertain                   | Escarmain | Beaudignies |
| Vertain                   | Romeries  | Salesches   |

### Hydrographie

#### Réseau hydrographique
La commune est située dans le bassin Artois-Picardie. Elle est drainée par le ruisseau Saint-georges et le ruisseau le sourd,,.
Le ruisseau Saint-Georges, d'une longueur de 19 km, prend sa source dans la commune de Locquignol et se jette  dans l'Écaillon à Bermerain, après avoir traversé dix communes. 

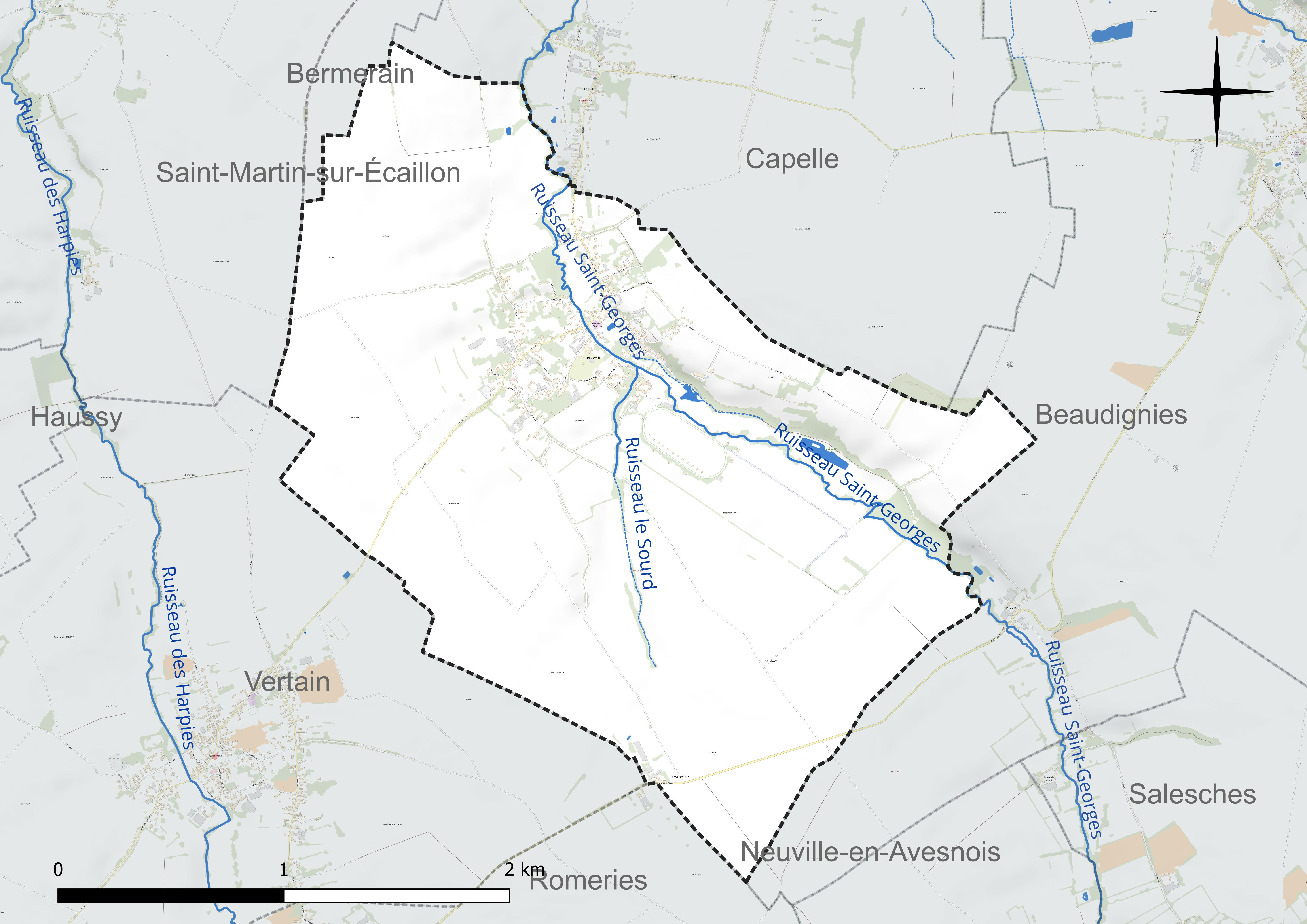
Réseau hydrographique d'Escarmain.

#### Gestion et qualité des eaux
Le territoire communal est couvert par le schéma d'aménagement et de gestion des eaux (SAGE) « Escaut ». Ce document de planification concerne un territoire de 2 005 km2 de superficie, délimité par le bassin versant de l'Escaut. Le périmètre a été arrêté le 9 juin 2006 et le SAGE proprement dit a été approuvé le 13 juillet 2021. La structure porteuse de l'élaboration et de la mise en œuvre est le syndicat mixte Escaut et Affluents (SyMEA). 
La qualité des cours d'eau peut être consultée sur un site dédié géré par les agences de l'eau et l'Agence française pour la biodiversité. 

### Climat
Pour des articles plus généraux, voir Climat des Hauts-de-France et Climat du Nord.
En 2010, le climat de la commune est de type climat océanique dégradé des plaines du Centre et du Nord, selon une étude du CNRS s'appuyant sur une série de données couvrant la période 1971-2000. En 2020, Météo-France publie une typologie des climats de la France métropolitaine dans laquelle la commune est exposée à un climat océanique altéré et est dans la région climatique  Nord-est du bassin Parisien, caractérisée par un ensoleillement médiocre, une pluviométrie moyenne régulièrement répartie au cours de l'année et un hiver froid (3 °C). 
Pour la période 1971-2000, la température annuelle moyenne est de 10,2 °C, avec une amplitude thermique annuelle de 14,8 °C. Le cumul annuel moyen de précipitations est de 750 mm, avec 12,4 jours de précipitations en janvier et 9 jours en juillet. Pour la période 1991-2020, la température moyenne annuelle observée sur la station météorologique la plus proche, située sur la commune de Valenciennes à 14 km à vol d'oiseau, est de 11,0 °C et le cumul annuel moyen de précipitations est de 694,1 mm,. Pour l'avenir, les paramètres climatiques de la commune estimés pour 2050 selon différents scénarios d'émission de gaz à effet de serre sont consultables sur un site dédié publié par Météo-France en novembre 2022.

## Urbanisme

### Typologie
Au 1er janvier 2024, Escarmain est catégorisée commune rurale à habitat dispersé, selon la nouvelle grille communale de densité à sept niveaux définie par l'Insee en 2022.
Elle est située hors unité urbaine. Par ailleurs la commune fait partie de l'aire d'attraction de Valenciennes (partie française), dont elle est une commune de la couronne,. Cette aire, qui regroupe 102 communes, est catégorisée dans les aires de 200 000 à moins de 700 000 habitants,.

### Occupation des sols
L'occupation des sols de la commune, telle qu'elle ressort de la base de données européenne d'occupation biophysique des sols Corine Land Cover (CLC), est marquée par l'importance des territoires agricoles (92,2 % en 2018), une proportion identique à celle de 1990 (92,2 %). La répartition détaillée en 2018 est la suivante :
terres arables (65,2 %), prairies (27,1 %), zones urbanisées (7,8 %). L'évolution de l'occupation des sols de la commune et de ses infrastructures peut être observée sur les différentes représentations cartographiques du territoire : la carte de Cassini (XVIIIe siècle), la carte d'état-major (1820-1866) et les cartes ou photos aériennes de l'IGN pour la période actuelle (1950 à aujourd'hui).

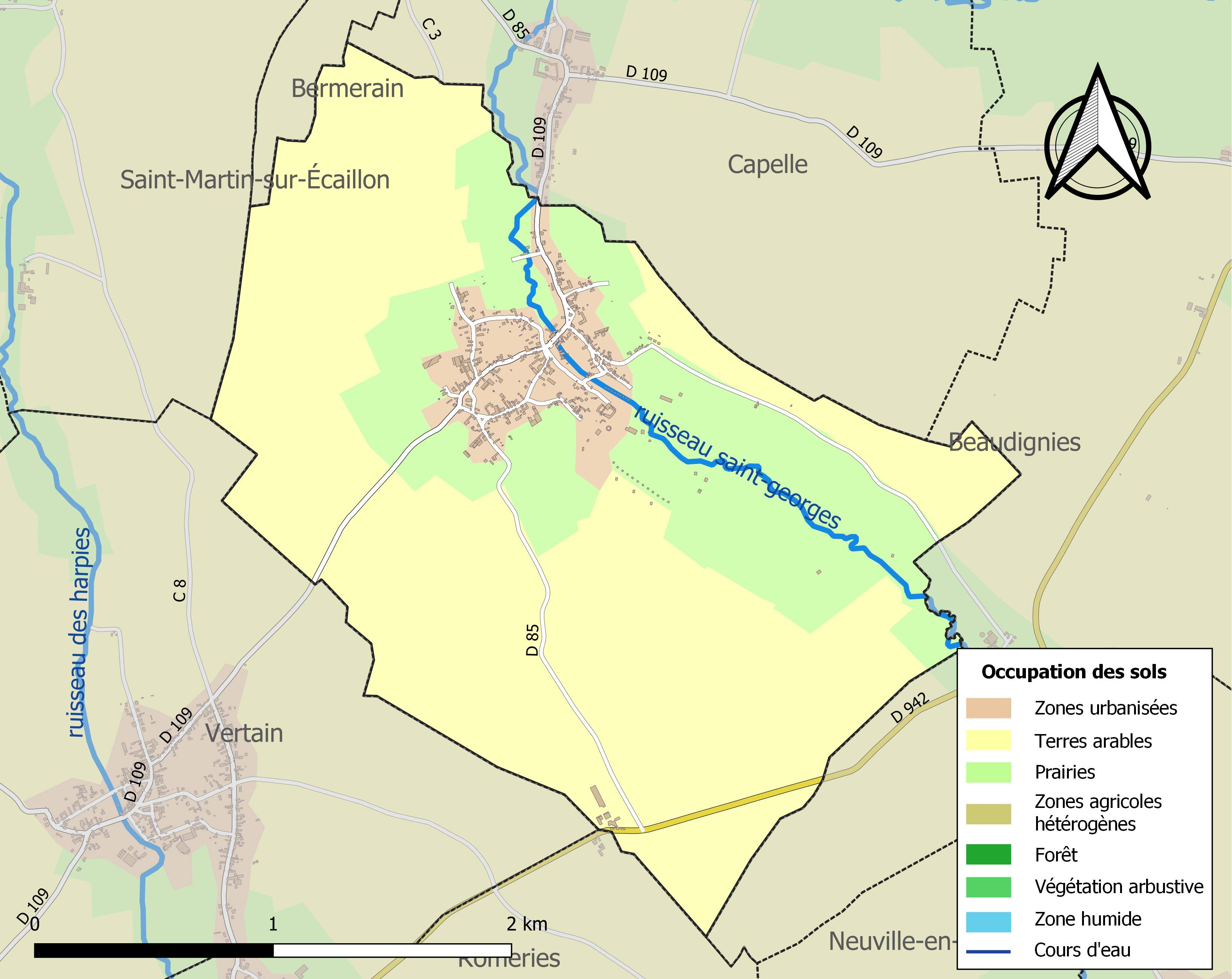
Carte des infrastructures et de l'occupation des sols de la commune en 2018 (CLC).

## Histoire
Le village est incendié le 20 prairial an XIII, c'est-à-dire le 9 juin 1805. Au XIXe siècle, une usine de séchage et de distillation des betteraves est implantée.

## Politique et administration

### Situation administrative
La commune d'Escarmain se situe dans le département du Nord et fait partie de la région Hauts-de-France. Bien qu'elle soit plus proche de Valenciennes (à 17 km), elle appartient à l'arrondissement de Cambrai (à 27 km) et au Canton de Caudry (à 18 km).
La commune est membre de la Communauté de communes du Pays Solesmois, qui rassemble 15 communes (Beaurain, Bermerain, Capelle, Escarmain, Haussy, Montrécourt, Romeries, Saint-Martin-sur-Écaillon, Saint-Python, Saulzoir, Solesmes, Sommaing, Vendegies-sur-Écaillon, Vertain et Viesly) pour une population totale d'un peu moins de 15 000 habitants.

### Maires et conseillers municipaux
Maire de 1802 à 1808 : Jean Bapt. Fosse,.

Maire en 1881 : Léon Macarez.
| Période                                  | Période   | Identité          | Étiquette | Qualité |
| ---------------------------------------- | --------- | ----------------- | --------- | ------- |
|                                          |           | Auguste Fosse     |           |         |
|                                          |           | Marthe Fosse      |           |         |
| 1981                                     | 1992      | Jean-Marie Fosse  | SE        |         |
| 1992                                     | mars 2008 | Hippolyte Perriez | SE        |         |
| 2008                                     | 2020      | Tony Bruyère      | SE        |         |
| 2020                                     | En cours  | Didier Escartin   | SE        |         |
| Les données manquantes sont à compléter. |           |                   |           |         |

- Conseillers Municipaux

| Période                                  | Période | Identité             | Étiquette | Qualité                    |
| ---------------------------------------- | ------- | -------------------- | --------- | -------------------------- |
| 2014                                     |         | Briand Dupont        |           | adjoint chargé des travaux |
| 2014                                     |         | Bernadette Boutelier |           | conseillère municipale     |
| 2014                                     |         | Anne Pruvost         |           | conseillère municipale     |
| 2014                                     |         | Xavier Bacq          |           | conseiller municipal       |
| 2014                                     |         | Didier Escartin      |           | conseiller municipal       |
| 2014                                     |         | Emile Michat         |           | conseiller municipal       |
| 2014                                     |         | Alain Lenoir         |           | conseiller municipal       |
| 2014                                     |         | Patrice Nowak        |           | conseiller municipal       |
| Les données manquantes sont à compléter. |         |                      |           |                            |

## Population et société

### Démographie

#### Évolution démographique
L'évolution du nombre d'habitants est connue à travers les recensements de la population effectués dans la commune depuis 1793. Pour les communes de moins de 10 000 habitants, une enquête de recensement portant sur toute la population est réalisée tous les cinq ans, les populations de référence des années intermédiaires étant quant à elles estimées par interpolation ou extrapolation. Pour la commune, le premier recensement exhaustif entrant dans le cadre du nouveau dispositif a été réalisé en 2006.

En 2022, la commune comptait 478 habitants, en évolution de +1,92 % par rapport à 2016 (Nord : +0,51 %, France hors Mayotte : +2,11 %).
| 1793 | 1800 | 1806 | 1821 | 1831  | 1836  | 1841  | 1846  | 1851  |
| ---- | ---- | ---- | ---- | ----- | ----- | ----- | ----- | ----- |
| 760  | 718  | 751  | 909  | 1 015 | 1 005 | 1 092 | 1 083 | 1 159 |

| 1856  | 1861  | 1866  | 1872  | 1876 | 1881 | 1886 | 1891 | 1896 |
| ----- | ----- | ----- | ----- | ---- | ---- | ---- | ---- | ---- |
| 1 153 | 1 200 | 1 150 | 1 051 | 985  | 905  | 975  | 942  | 943  |

| 1901 | 1906 | 1911 | 1921 | 1926 | 1931 | 1936 | 1946 | 1954 |
| ---- | ---- | ---- | ---- | ---- | ---- | ---- | ---- | ---- |
| 900  | 804  | 709  | 577  | 544  | 587  | 636  | 611  | 595  |

| 1962 | 1968 | 1975 | 1982 | 1990 | 1999 | 2006 | 2011 | 2016 |
| ---- | ---- | ---- | ---- | ---- | ---- | ---- | ---- | ---- |
| 573  | 502  | 519  | 456  | 443  | 423  | 430  | 439  | 469  |

| 2021 | 2022 | - | - | - | - | - | - | - |
| ---- | ---- | - | - | - | - | - | - | - |
| 480  | 478  | - | - | - | - | - | - | - |

#### Pyramide des âges
La population de la commune est relativement jeune.
En 2018, le taux de personnes d'un âge inférieur à 30 ans s'élève à 35,7 %, soit en dessous de la moyenne départementale (39,5 %). À l'inverse, le taux de personnes d'âge supérieur à 60 ans est de 22,6 % la même année, alors qu'il est de 22,5 % au niveau départemental.
En 2018, la commune comptait 244 hommes pour 232 femmes, soit un taux de 51,26 % d'hommes, largement supérieur au taux départemental (48,23 %).
Les pyramides des âges de la commune et du département s'établissent comme suit.
| Hommes | Classe d’âge | Femmes |
| ------ | ------------ | ------ |
| 0,0    | 90 ou +      | 1,7    |
| 5,4    | 75-89 ans    | 5,2    |
| 14,1   | 60-74 ans    | 19,1   |
| 20,4   | 45-59 ans    | 21,4   |
| 23,7   | 30-44 ans    | 17,6   |
| 16,7   | 15-29 ans    | 18,4   |
| 19,7   | 0-14 ans     | 16,7   |

| Hommes | Classe d’âge | Femmes |
| ------ | ------------ | ------ |
| 0,5    | 90 ou +      | 1,4    |
| 5,3    | 75-89 ans    | 8,1    |
| 14,8   | 60-74 ans    | 16,2   |
| 19,1   | 45-59 ans    | 18,4   |
| 19,5   | 30-44 ans    | 18,7   |
| 20,7   | 15-29 ans    | 19,1   |
| 20,2   | 0-14 ans     | 18     |

## Culture locale et patrimoine

### Lieux et monuments
- Noms de rues originaux : rue de la Folle Emprise, rue Croquante, rue de l'Echo des Ris, rue de la Blanche Cornette.
- Deux lieux-dits : le pont à Pierre pour aller vers Salesches et le Trousse-Minou pour aller vers Romeries.
- Église fortifiée Saint-Jean-Baptiste du XVIe siècle.

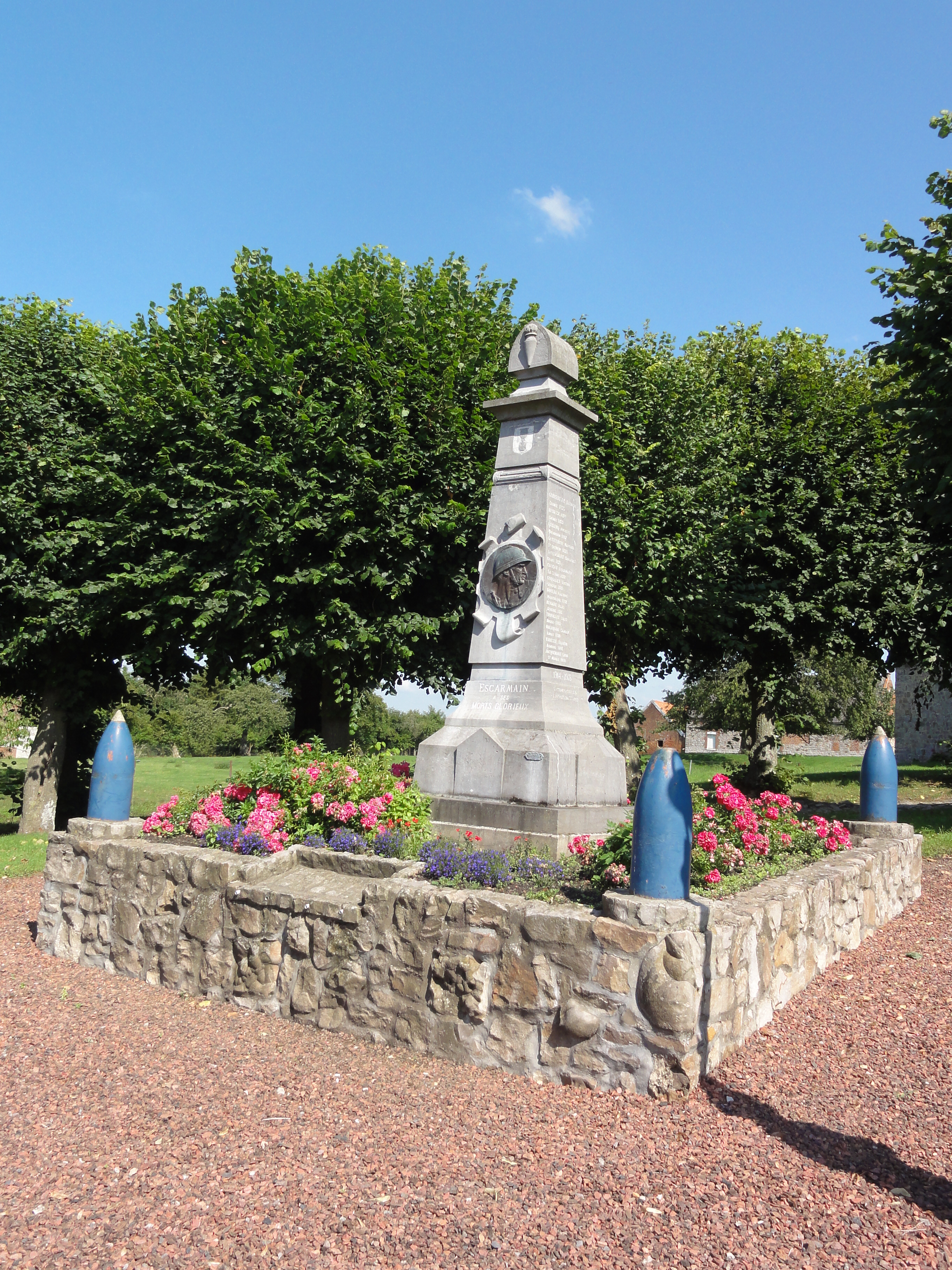
Le monument aux morts.
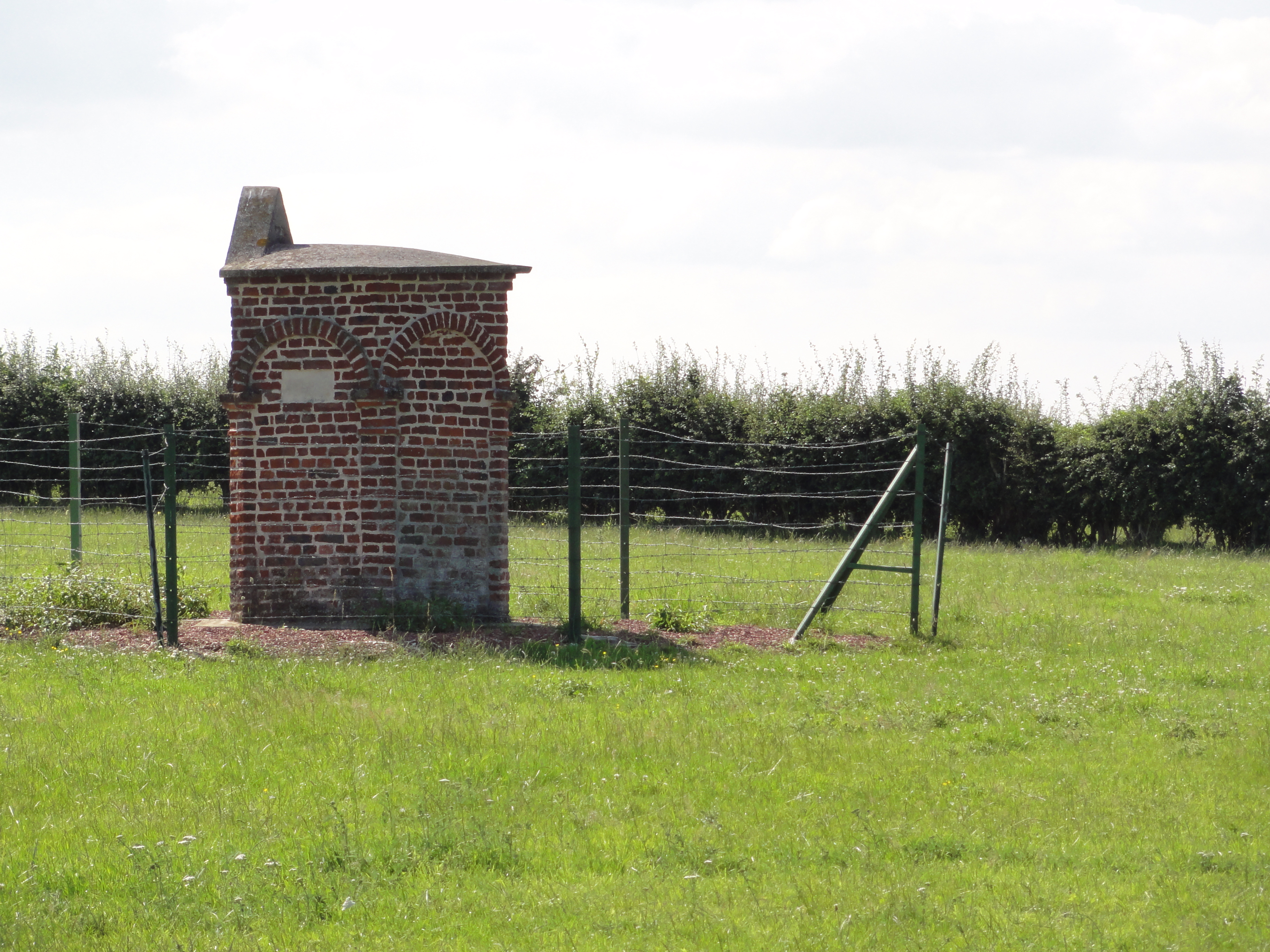
La chapelle Saint-Roch, dans un pré.
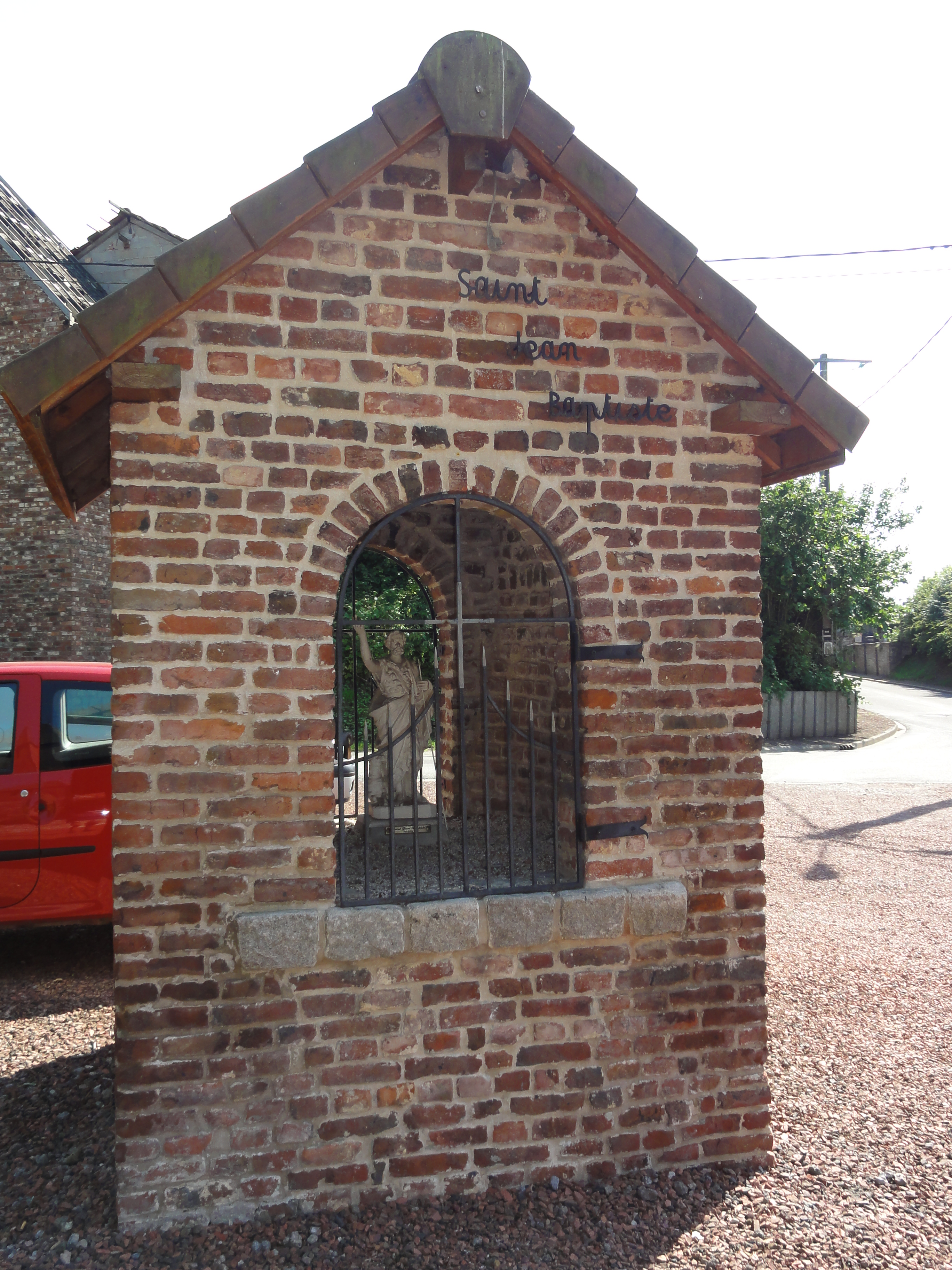
La chapelle Saint-Jean-Baptiste sur le parvis de l'église.
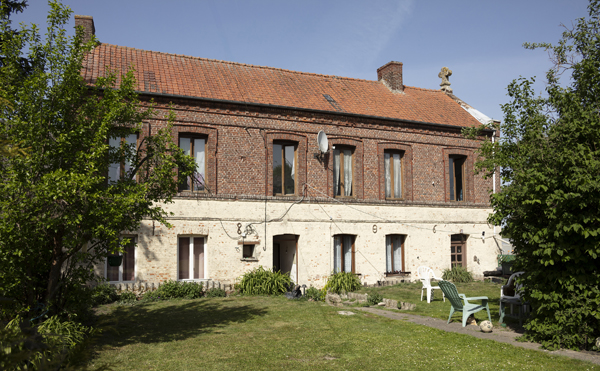
L'ancienne presbytère

- Château qui est un ancien couvent de religieuses ; souterrains ;
- Fermes anciennes du XVIIIe siècle, dont une avec un pigeonnier : ferme Labou-Forest.
- Chapelles-oratoires.
- Le bois du Paradis.

- Le monument aux morts.
- La chapelle Saint-Roch, dans un pré.
- La chapelle Saint-Jean-Baptiste sur le parvis de l'église.
- L'ancienne presbytère

### Fêtes locales
- Fête patronale de St Jean-Baptiste le premier dimanche de juillet
- Fête de la Prune le quatrième week-end de septembre avec brocante le samedi et différentes activités gratuites étalées sur les deux jours. Variété de quetsches appelées Prunes d'Ouzard, variété ramenée par les hussards napoléoniens d'Alsace. En septembre 2011, la Prune fête ses vingt-un ans de festivités.

### Personnalités liées à la commune
Alain Decaux, académicien

### Escarmain dans les arts
Escarmain est cité (orthographié « Escarmin ») dans le poème d'Aragon, Le conscrit des cent villages, écrit comme acte de résistance intellectuelle de manière clandestine au printemps 1943, pendant la Seconde Guerre mondiale.

### Héraldique
|  | Les armes d' Escarmain se blasonnent ainsi :"D'or au lion de gueules" . |

## Pour approfondir